# Nicrophorus sayi
Nicrophorus sayi là một loài bọ cánh cứng trong họ Silphidae được miêu tả bởi Laporte in 1840.